# 阿普里亚尼·拉哈育
阿普里亚妮·拉哈尤（1998年4月29日—），又稱阿普里亚妮·阿普里亚妮，印尼女子羽毛球運動員。與西蒂·法迪亞·席爾瓦·拉馬丹蒂的組合，女子雙打最高世界排名第四位。

## 球員生涯

### 2014年
2014年4月，阿普里亚妮·拉哈尤代表印尼出戰馬來西亞亞羅士打舉行的世界青年羽毛球錦標賽，與罗西尔塔·伊卡·普特里·萨里合作贏得女子雙打比賽亞軍。翌年11月，她又在秘魯利馬舉行的世界青年羽毛球錦標賽中，與法赫里萨·阿比曼尤合作贏得混合雙打比賽亞軍。同年8月，她与乔萨·法迪拉·苏吉亚托出战新加坡羽毛球國際系列賽，在女双準决赛以0比2（18-21、20-22）不敌赛会头号种子、泰国强档的帕冲攀·磋楚翁/参尼莎·提查沃拉信昆。

### 2015年
2015年4月，阿普里亚妮·拉哈尤与Akbar Panji出战印尼羽毛球國際系列賽，在混双决赛以0比2（16-21、16-21）不敌赛会头号种子、队友的伊尔凡·法蒂拉赫/维尼·安格莱尼，赢得亚军。同年6月，她代表印尼参加泰國曼谷举办的亞洲青年羽毛球錦標賽，在率先进行的团体赛，助印尼队赢得混团季军；此外，还与青年法赫里萨·阿比曼尤携手赢得混合双打季军。同年8月，她與乔萨·法迪拉·苏吉亚托出戰新加坡羽毛球國際系列賽，在决赛中以2比1 （22-20、16-21、21-10）战胜了赛会7号种子、同胞的梅尔维拉·奥克拉莫纳/丽卡·罗西塔瓦蒂。同年11月，她代表印尼参加秘魯利馬举办的世界青年羽毛球錦標賽，与青年法赫里萨·阿比曼尤赢得混合双打亚军。

### 2016年
2016年5月，阿普里亚妮·拉哈尤分别與乔萨·法迪拉·苏吉亚托以及阿格里皮纳·普里玛·罗曼托·普特拉出戰印尼羽毛球國際系列賽。在女双决赛中以2比1 （12-21、21-18、22-20）击败了赛会3号种子、队友的黛安·菲特里亚尼/娜达娅·美拉提。而混双方面，直落二局以2比0 （21-12、21-12）赢得冠军，荣获本赛中的双冠王。同年7月，她代表印尼参加泰國曼谷举办的亞洲青年羽毛球錦標賽，与青年里诺夫·里瓦尔迪赢得混合双打季军。

### 2017年 新老組合时代：黃金大獎賽及超級賽首冠
2017年5月，阿普里亚妮·拉哈尤将获得机会與前名将的格雷西娅·波利开启俩人之间的时代。俩人随同出戰泰國羽毛球黃金大獎賽，成功地杀入决赛中以2比0 （21-12、21-12）横扫东道主的查亚倪·查拉查兰/帕泰玛斯·门翁，首次赢得俩人合作以来的第一个冠军。同年8月，她與格雷西娅·波利出戰紐西蘭羽毛球黃金大獎賽，在準决赛中遭遇赛会头号种子、马来西亚的許嘉雯/溫可微，恶战三局以1比2 （18-21、21-13、13-21）不敌对手。同期8月，她代表印尼参加马来西亚吉隆坡举办的東南亞運動會羽毛球比賽，助印尼女队赢得女子團體铜牌。接着10月，俩人表现出色一路淘汰了连克两对日本强档的福島由紀/廣田彩花以及田中志穗/米元小春，被看成是本届的黑马，直至决赛中击败了韩国新秀组合，首次赢得第一座超级系列赛的冠军。

### 2018年 新老組合时代：世锦赛及亚运女双夺铜
2018年1月年头，阿普里亚妮·拉哈尤與格雷西娅·波利出戰印尼羽毛球大師賽，在决赛中以0比2 （17-21、12-21）不敌赛会2号种子、奥运冠军的松友美佐紀/高橋禮華。同年1月年尾，她與格雷西娅·波利出戰印度羽毛球公開賽，在决赛中以2比0 （21-18、21-15）击败了赛会2号种子、泰国的宗功攀·吉迪特拉恭/拉温达·巴宗哉，赢得冠军。同年2月，她代表印尼参加马来西亚亞羅士打举办的亞洲羽毛球團體錦標賽，助印尼女队赢得女子團體季军。同年7月，她与格雷西婭·波利出战泰國羽毛球公開賽，在女双决赛以2比0（21-13、21-10）横扫赛会3号种子、奥运冠军的松友美佐紀/高橋禮華，赢得超級500賽女双冠军。同年7月，她代表印尼参加中国江苏省南京市举办的世界羽毛球錦標賽，她和格雷西婭·波利出战女子雙打。她与格雷西婭·波利以赛会5号种子在首圈轮空；在第二圈以2比0（21-9、21-10）轻取中国香港强档的吳詠瑢/袁倩瀅；在第三圈以2比0（21-18、21-13）横扫赛会13号种子、马来西亚强档的鄒美君/李明艷；在半準決賽以2比0（23-21、23-21）力克赛会头号种子、中国的陳清晨/賈一凡；在準決賽以0比2（12-21、21-23）不敌赛会11号种子、日本强档的松本麻佑/永原和可那，与日本强档的田中志穗/米元小春并列季军。同年8月，她代表印尼参加本国举办的亞洲運動會，在率先进行的团体赛，助印尼女队赢得女子團體铜牌；而与搭档格雷西婭·波利的女双準決賽以0比2（15-21、17-21）不敌赛会2号种子、奥运冠军的松友美佐紀/高橋禮華，与日本强档的福島由紀/廣田彩花并列季军。同年9月，她与格雷西婭·波利出战日本羽球公開賽，在女双準决赛以0比2（12-21、18-21）不敌赛会头号种子、世界第一的福島由紀/廣田彩花。同期9月，她与格雷西婭·波利出战中國羽毛球公開賽，在女双準决赛以1比2（17-21、21-12、16-21）不敌赛会2号种子、奥运冠军的松友美佐紀/高橋禮華。同年10月，她与格雷西婭·波利出战丹麥羽毛球公開賽，在女双準决赛以0比2（13-21、16-21）不敌赛会头号种子、世界第一的福島由紀/廣田彩花。同期10月，她与格雷西婭·波利出战法國羽毛球公開賽，在女双準决赛以0比2（10-21、8-21）不敌赛会5号种子、新科世锦赛冠军的松本麻佑/永原和可那。同年11月，她与格雷西婭·波利出战香港羽毛球公開賽，在女双準决赛以1比2（22-20、9-21、12-21）不敌赛会头号种子、世界第一的福島由紀/廣田彩花。

### 2019年 新老組合时代：世锦赛夺铜
2019年1月，阿普里亚妮·拉哈尤與格雷西婭·波利出战馬來西亞羽毛球大師賽，在女双决赛以1比2（21-18、16-21、16-21）不敌赛会头号种子、世界第一的福島由紀/廣田彩花，赢得亚军。同期1月，她与格雷西婭·波利出战印尼羽毛球大師賽，在女双準决赛以1比2（20-22、22-20、12-21）不敌赛会2号种子、奥运冠军的松友美佐紀/高橋禮華。同年3月，她与格雷西婭·波利出战印度羽毛球公開賽，在女双决赛以2比0（21-11、25-23）击败了赛会3号种子、马来西亚强档的鄒美君/李明艷，赢得超級500賽女双冠军，亦是首支成功卫冕的印尼组合。同年5月，她入选蘇迪曼盃的女双主力，助印尼队赢得混团季军。同年6月，她与格雷西婭·波利出战澳洲羽毛球公開賽，在女双準決賽以1比2（13-21、21-14、18-21）不敌赛会3号种子、中国的陈清晨/贾一凡。同年8月，她代表印尼参加瑞士巴塞爾举办的世界羽毛球錦標賽，她和格雷西婭·波利出战女子雙打。她与格雷西婭·波利以赛会5号种子在首圈轮空；在第二圈以2比0（21-13、21-12）横扫俄罗斯强档的安娜斯塔西亞·阿克丘林娜/奧爾佳·莫羅佐娃；在第三圈以2比0（21-19、21-16）击败了赛会10号种子、保加利亚强档的加夫列拉·斯托伊娃/斯蒂法尼·斯托伊娃；在半準決賽以2比0（25-23、23-21）击落了赛会4号种子、中国的陳清晨/賈一凡；在準決賽以0比2（12-21、19-21）不敌赛会头号种子、世界第一兼卫冕组合的松本麻佑/永原和可那，同时与中国的杜玥/李茵暉并列季军。

### 2021年 新老組合时代：奧運會夺金
2020年奧運會羽毛球女双小組賽中，拉哈尤與格雷西婭·波利三戰全勝，包括擊敗了世界排名第一日本的福島由紀/廣田彩花，以小組第一晉級。半準決賽中，她們出战中国的杜玥/李茵暉，以2比1（21-15、20-22、21-17）獲勝。準決賽中，她們出战韓國的李紹希/申昇瓚，以2比0（21-19、21-17）獲勝。決賽中，她們出战中国的陳清晨/賈一凡，以2比0（21-19、21-15）獲勝奪金。

## 主要比賽成績
只列出曾進入準決賽的國際賽事成績：
| 年份   | 賽事                     | 公開賽級別 | 項目     | 拍檔                            | 成績   |
| ------ | ------------------------ | ---------- | -------- | ------------------------------- | ------ |
| 2014年 | 世界青年羽毛球錦標賽     | 其他       | 混合團體 | －                              | 亞軍   |
| 2014年 | 世界青年羽毛球錦標賽     | 其他       | 女子雙打 | 罗西尔塔·伊卡·普特里·萨里       | 亞軍   |
| 2014年 | 新加坡羽毛球國際系列賽   | 國際系列賽 | 女子雙打 | 乔萨·法迪拉·苏吉亚托            | 準決賽 |
| 2015年 | 印尼羽毛球國際系列賽     | 國際系列賽 | 混合雙打 | Akbar Panji                     | 亞軍   |
| 2015年 | 亞洲青年羽毛球錦標賽     | 其他       | 混合團體 | －                              | 季軍   |
| 2015年 | 亞洲青年羽毛球錦標賽     | 其他       | 混合雙打 | 法赫里萨·阿比曼尤               | 季軍   |
| 2015年 | 新加坡羽毛球國際系列賽   | 國際系列賽 | 女子雙打 | 乔萨·法迪拉·苏吉亚托            | 冠軍   |
| 2015年 | 世界青年羽毛球錦標賽     | 其他       | 混合雙打 | 法赫里萨·阿比曼尤               | 亞軍   |
| 2016年 | 印尼羽毛球國際系列賽     | 國際系列賽 | 女子雙打 | 乔萨·法迪拉·苏吉亚托            | 冠軍   |
| 2016年 | 印尼羽毛球國際系列賽     | 國際系列賽 | 混合雙打 | 阿格里皮纳·普里玛·罗曼托·普特拉 | 冠軍   |
| 2016年 | 亞洲青年羽毛球錦標賽     | 其他       | 混合雙打 | 里诺夫·里瓦尔迪                 | 季軍   |
| 2017年 | 泰國羽毛球黃金大獎賽     | 黃金大獎賽 | 女子雙打 | 格雷西娅·波利                   | 冠軍   |
| 2017年 | 紐西蘭羽毛球黃金大獎賽   | 黃金大獎賽 | 女子雙打 | 格雷西娅·波利                   | 準決賽 |
| 2017年 | 東南亞運動會羽毛球比賽   | 其他       | 女子團體 | －                              | 銅牌   |
| 2017年 | 法國羽毛球超級賽         | 超級賽     | 女子雙打 | 格雷西娅·波利                   | 冠軍   |
| 2017年 | 香港羽毛球超級賽         | 超級賽     | 女子雙打 | 格雷西娅·波利                   | 亞軍   |
| 2018年 | 印尼羽毛球大師賽         | 超級500賽  | 女子雙打 | 格雷西婭·波利                   | 亞軍   |
| 2018年 | 印度羽毛球公開賽         | 超級500賽  | 女子雙打 | 格雷西婭·波利                   | 冠軍   |
| 2018年 | 亞洲羽毛球團體錦標賽     | 其他       | 女子團體 | －                              | 季軍   |
| 2018年 | 泰國羽毛球公開賽         | 超級500賽  | 女子雙打 | 格雷西婭·波利                   | 冠軍   |
| 2018年 | 世界羽毛球錦標賽         | 其他       | 女子雙打 | 格雷西婭·波利                   | 季軍   |
| 2018年 | 亞洲運動會羽毛球比賽     | 其他       | 女子團體 | －                              | 铜牌   |
| 2018年 | 亞洲運動會羽毛球比賽     | 其他       | 女子雙打 | 格雷西婭·波利                   | 銅牌   |
| 2018年 | 日本羽球公開賽           | 超級750賽  | 女子雙打 | 格雷西婭·波利                   | 準決賽 |
| 2018年 | 中國羽毛球公開賽         | 超級1000賽 | 女子雙打 | 格雷西婭·波利                   | 準決賽 |
| 2018年 | 丹麥羽毛球公開賽         | 超級750賽  | 女子雙打 | 格雷西婭·波利                   | 準決賽 |
| 2018年 | 法國羽毛球公開賽         | 超級750賽  | 女子雙打 | 格雷西婭·波利                   | 準決賽 |
| 2018年 | 香港羽毛球公開賽         | 超級500賽  | 女子雙打 | 格雷西婭·波利                   | 準決賽 |
| 2019年 | 馬來西亞羽毛球大師賽     | 超級500賽  | 女子雙打 | 格雷西婭·波利                   | 亞軍   |
| 2019年 | 印尼羽毛球大師賽         | 超級500賽  | 女子雙打 | 格雷西婭·波利                   | 準決賽 |
| 2019年 | 印度羽毛球公開賽         | 超級500賽  | 女子雙打 | 格雷西婭·波利                   | 冠軍   |
| 2019年 | 蘇迪曼盃                 | 其他       | 混合團體 | －                              | 季軍   |
| 2019年 | 澳洲羽毛球公開賽         | 超級300賽  | 女子雙打 | 格雷西婭·波利                   | 準決賽 |
| 2019年 | 世界羽毛球錦標賽         | 其他       | 女子雙打 | 格雷西婭·波利                   | 季軍   |
| 2019年 | 中華台北羽毛球公開賽     | 超級300賽  | 女子雙打 | 格雷西婭·波利                   | 準決賽 |
| 2019年 | 東南亞運動會羽球比賽     | 其他       | 女子團體 | －                              | 銀牌   |
| 2019年 | 東南亞運動會羽球比賽     | 其他       | 女子雙打 | 格雷西婭·波利                   | 金牌   |
| 2020年 | 马来西亚羽毛球大师赛     | 超級500賽  | 女子雙打 | 格雷西婭·波利                   | 準決賽 |
| 2020年 | 印尼羽毛球大師賽         | 超級500賽  | 女子雙打 | 格雷西婭·波利                   | 冠軍   |
| 2020年 | 西班牙羽毛球大師賽       | 超級300賽  | 女子雙打 | 格雷西婭·波利                   | 冠軍   |
| 2020年 | YONEX泰國羽毛球公開賽    | 超級1000賽 | 女子雙打 | 格雷西婭·波利                   | 冠軍   |
| 2020年 | TOYOTA泰國羽毛球公開賽   | 超級1000賽 | 女子雙打 | 格雷西婭·波利                   | 準決賽 |
| 2021年 | 奧林匹克運動會羽毛球比賽 | 其他       | 女子雙打 | 格雷西婭·波利                   | 金牌   |
| 2021年 | 印尼羽毛球公開賽         | 超級1000賽 | 女子雙打 | 格雷西婭·波利                   | 亞軍   |
| 2021年 | 世界羽聯世界巡迴賽總決賽 | 總決賽     | 女子雙打 | 格雷西婭·波利                   | 準決賽 |
| 2022年 | 東南亞運動會羽毛球比賽   | 其他       | 女子團體 | －                              | 銀牌   |
| 2022年 | 東南亞運動會羽毛球比賽   | 其他       | 女子雙打 | 西蒂·法迪亚·席尔瓦·拉马丹蒂     | 金牌   |
| 2022年 | 印尼羽毛球大師賽         | 超級500賽  | 女子雙打 | 西蒂·法迪亚·席尔瓦·拉马丹蒂     | 亞軍   |
| 2022年 | 馬來西亞羽毛球公開賽     | 超級750賽  | 女子雙打 | 西蒂·法迪亚·席尔瓦·拉马丹蒂     | 冠軍   |
| 2022年 | 新加坡羽毛球公開賽       | 超級500賽  | 女子雙打 | 西蒂·法迪亚·席尔瓦·拉马丹蒂     | 冠軍   |
| 2023年 | 馬來西亞羽毛球公開賽     | 超級1000賽 | 女子雙打 | 西蒂·法迪亚·席尔瓦·拉马丹蒂     | 準決賽 |
| 2023年 | 瑞士羽毛球公開賽         | 超級300賽  | 女子雙打 | 西蒂·法迪亞·席爾瓦·拉馬丹蒂     | 準決賽 |
| 2023年 | 世界羽毛球錦標賽         | 其他       | 女子雙打 | 西蒂·法迪亞·席爾瓦·拉馬丹蒂     | 亞軍   |
| 2023年 | 香港羽毛球公開賽         | 超級500賽  | 女子雙打 | 西蒂·法迪亞·席爾瓦·拉馬丹蒂     | 冠軍   |
| 2023年 | 法國羽毛球公開賽         | 超級750賽  | 女子雙打 | 西蒂·法迪亞·席爾瓦·拉馬丹蒂     | 準決賽 |
| 2023年 | 海洛羽毛球公開賽         | 超級300賽  | 女子雙打 | 西蒂·法迪亞·席爾瓦·拉馬丹蒂     | 亞軍   |
| 2024年 | 瑞士羽毛球公開賽         | 超級300賽  | 女子雙打 | 西蒂·法迪亞·席爾瓦·拉馬丹蒂     | 準決賽 |
| 2024年 | 優霸盃                   | 其他       | 女子團體 | －                              | 亞軍   |
| 2025年 | 馬來西亞羽毛球大師賽     | 超級500賽  | 女子雙打 | 費比·塞蒂安格魯姆               | 準決賽 |

| 2007-2017年 | 首要超級賽 | 超級賽 | 黃金大獎賽 | 大獎賽 | 國際挑戰賽 | 國際系列賽 | 未來系列賽 | 其他 |

| 2018-2026年 | 總決賽 | 超級1000賽 | 超級750賽 | 超級500賽 | 超級300賽 | 超級100賽 | 國際挑戰賽 | 國際系列賽 | 未來系列賽 | 其他 |

### 世界冠軍頭銜
阿普里亚妮·拉哈尤在羽毛球生涯中共奪得1項羽毛球世界冠軍頭銜。
| 賽事           | 奪冠次數 | 年份               |
| -------------- | -------- | ------------------ |
| 奧林匹克運動會 | 1        | 2020年（女子雙打） |
| 總計           | 1        |                    |

### 奧運會和世錦賽參賽紀錄
|          | 搭檔           | 2018 | 2019 | 2020 | 2021  | 2023 | 2024       |
| -------- | -------------- | ---- | ---- | ---- | ----- | ---- | ---------- |
| 女子雙打 | 格雷西娅·波利  | 季軍 | 季軍 | 金牌 | 32強1 | －   | －         |
| 女子雙打 | S·F·S·拉马丹蒂 | －   | －   | －   | －    | 亞軍 | 小組第四名 |

1 賽前退賽

## 主要對賽紀錄
阿普里亞尼·拉哈育與主要對手的對賽成績如下（只列出對賽四次或以上對手，僅包括影響世界排名積分的賽事，截至2025年3月6日）：
女雙 - 格雷西婭·波利
| 對手                                | 對賽次數 | 對賽結果 | 對賽結果 | 總計 |
| 對手                                | 對賽次數 | 勝       | 負       | 總計 |
| ----------------------------------- | -------- | -------- | -------- | ---- |
| 松友美佐紀 高橋禮華                 | 12       | 2        | 10       | -8   |
| 廣田彩花 福島由紀                   | 11       | 3        | 8        | -5   |
| 賈一凡 陳清晨                       | 10       | 4        | 6        | -2   |
| 麥爾肯·弗勒爾戈德 薩拉·蒂格森       | 9        | 9        | 0        | +9   |
| 拉溫達·巴宗哉 宗功攀·吉迪特拉恭     | 9        | 8        | 1        | +7   |
| 申昇瓚 李紹希                       | 8        | 6        | 2        | +4   |
| 杜玥 李茵暉                         | 7        | 4        | 3        | +1   |
| 蒂娜·穆拉里塔蘭 陳康樂              | 5        | 5        | 0        | +5   |
| 克洛伊·比爾切 勞倫·史密斯           | 5        | 5        | 0        | +5   |
| 加夫列拉·斯托伊娃 斯蒂法尼·斯托伊娃 | 5        | 4        | 1        | +3   |
| 櫻本絢子 高畑祐紀子                 | 5        | 4        | 1        | +3   |
| 鄒美君 李明艷                       | 5        | 3        | 2        | +1   |
| 永原和可那 松本麻佑                 | 5        | 1        | 4        | -3   |
| 許雅晴 胡绫芳                       | 4        | 4        | 0        | +4   |
| 田中志穗 米元小春                   | 4        | 3        | 1        | +2   |
| 志田千陽 松山奈未                   | 4        | 2        | 2        | 0    |
| 孔熙容 金昭映                       | 4        | 1        | 3        | -2   |
| 張藝娜 金慧麟                       | 4        | 1        | 3        | -2   |

女雙 - 西蒂·法迪亚·席尔瓦·拉马丹蒂
| 對手                            | 對賽次數 | 對賽結果 | 對賽結果 | 總計 |
| 對手                            | 對賽次數 | 勝       | 負       | 總計 |
| ------------------------------- | -------- | -------- | -------- | ---- |
| 蒂娜·穆拉里塔蘭 陳康樂          | 8        | 3        | 5        | -2   |
| 白荷娜 李紹希                   | 6        | 1        | 5        | -4   |
| 賈一凡 陳清晨                   | 6        | 1        | 5        | -4   |
| 素比莎拉·飘讪攀 普蒂塔·素帕猜恭 | 5        | 5        | 0        | +5   |
| 鄭雨 張殊賢                     | 5        | 3        | 2        | +1   |
| 廣田彩花 福島由紀               | 5        | 2        | 3        | -1   |
| 郑娜银 金慧貞                   | 4        | 3        | 1        | +2   |
| 志田千陽 松山奈未               | 4        | 1        | 3        | -2   |

## 外部連結
- 阿普里亚尼·拉哈育在世界羽球聯盟的登錄資料